# Nagrada hrvatskog glumišta za umjetničko ostvarenje u plesu – muška uloga
Popis dobitnika Nagrade hrvatskog glumišta u kategoriji umjetničkog ostvarenja u plesu - muška uloga. Nagrada se dodjeljuje svake dvije godine.
2003./2004. Branko Banković

2005./2006. Ognjen Vučinić

2007./2008. Pravdan Devlahović

2009./2010. Ognjen Vučinić

2011./2012. Ognjen Vučinić

2013./2014. nije dodijeljena

2015./2016. Slađan Livnjak

2017./2018. Darko Japelj

2019./2020. Marin Lemić

2021./2022. Matija Ferlin

2023./2024. Šimun Stankov